# Храм на консолях
Храм на консолях — памятник христианской архитектуры X—XIV вв., расположенный в пределах Генуэзской крепости в Судаке. Относится к объектам культурного наследия регионального значения.
Упоминается на карте второй половины XVIII в. (ок. 1780 г.) как «развалины старой церкви на горе».

## Ход раскопок и их значение для науки
В 1929 г., в ходе летних раскопок внутри Генуэзской крепости (Судак), археолог Н.Д. Протасов обнаружил руины небольшого здания, которое он назвал «капелла». Восточная часть постройки несколько выступала над скальной породой, удерживаясь благодаря карнизу с несколькими консолями. По предположению Протасова, «капелла» могла служить усыпальницей какой-либо владетельной фамилии. Дальнейшие раскопки, однако, привели к неожиданному открытию: были найдены развалины храма с двумя нефами и двумя апсидами. По мнению первооткрывателя, изначально нефов могло быть три, и лишь позднее, при генуэзцах, их число сократилось до двух.

### Устройство
Храм находится на северном склоне горы Крепостной, ниже уровня Дозорной башни. Размеры его невелики: 7,4 × 4,2 м (согласно другому источнику, 7,43 x 4,25 м). В отличие от проф. Протасова, писавшего о пяти кронштейнах, прочие исследователи упоминают лишь о трех.
Позднейшие раскопки 1973 г. (по итогам которых храм был законсервирован) позволили считать церковь однонефной, двухапсидной. Абсиды выходят за прямоугольное основание храма. Пол выложен плитами из сланца. Перекрытием нефу служил каменный свод, поддерживавшийся одной подпружной аркой.

#### Захоронения внутри храма
В ходе внутрихрамовых раскопок 1973 г., у консолей было найдено три захоронения. Самое раннее из них (обложенное камнем) частично было перекрыто северной стеной здания. В двух других — плитовом и грунтовом — располагались одиночные погребения (оба разграблены).

### Датировка
Консоли сооружения обликом и материалом схожи с кронштейнами на привратных башнях Генуэзской крепости 1385 и 1414 гг. Само здание принадлежит к известному уже в IX в. на Балканах, на островах Эгейского моря и в Южных Апеннинах типу двухалтарных храмов.
М. А. Фронджуло, проводивший раскопки в 1973 г., по найденной керамике определил время постройки как «не ранее XII века». Другие исследователи датировали церковь отметками от X до XIV вв. (о чём сообщает табличка на памятнике, установленная ещё при советской власти).

### Название
Памятник назвали «храмом на консолях», поскольку его апсида опиралась на три каменных консоли, или кронштейна.